# Nicrophorus didymus
Nicrophorus didymus är en skalbaggsart som beskrevs av Gaspard Auguste Brullé 1836. Nicrophorus didymus ingår i släktet Nicrophorus och familjen asbaggar. Inga underarter finns listade i Catalogue of Life.